# Tannois
Tannois est une commune française située dans le département de la Meuse, en région Grand Est.

## Géographie
Le territoire de la commune est limitrophe de cinq communes.
| Longeville-en-Barrois |               | Silmont  |
|                       | Tannois       | Guerpont |
| Montplonne            | Nant-le-Grand |          |

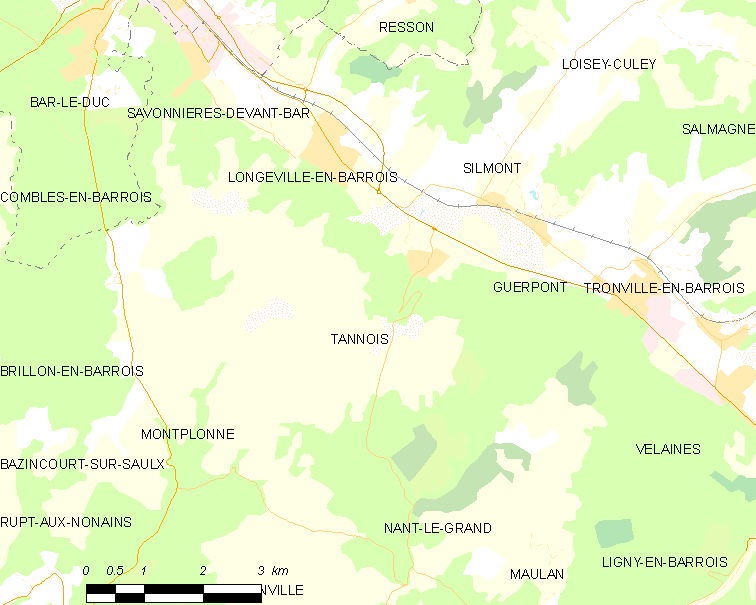
Carte de la commune.
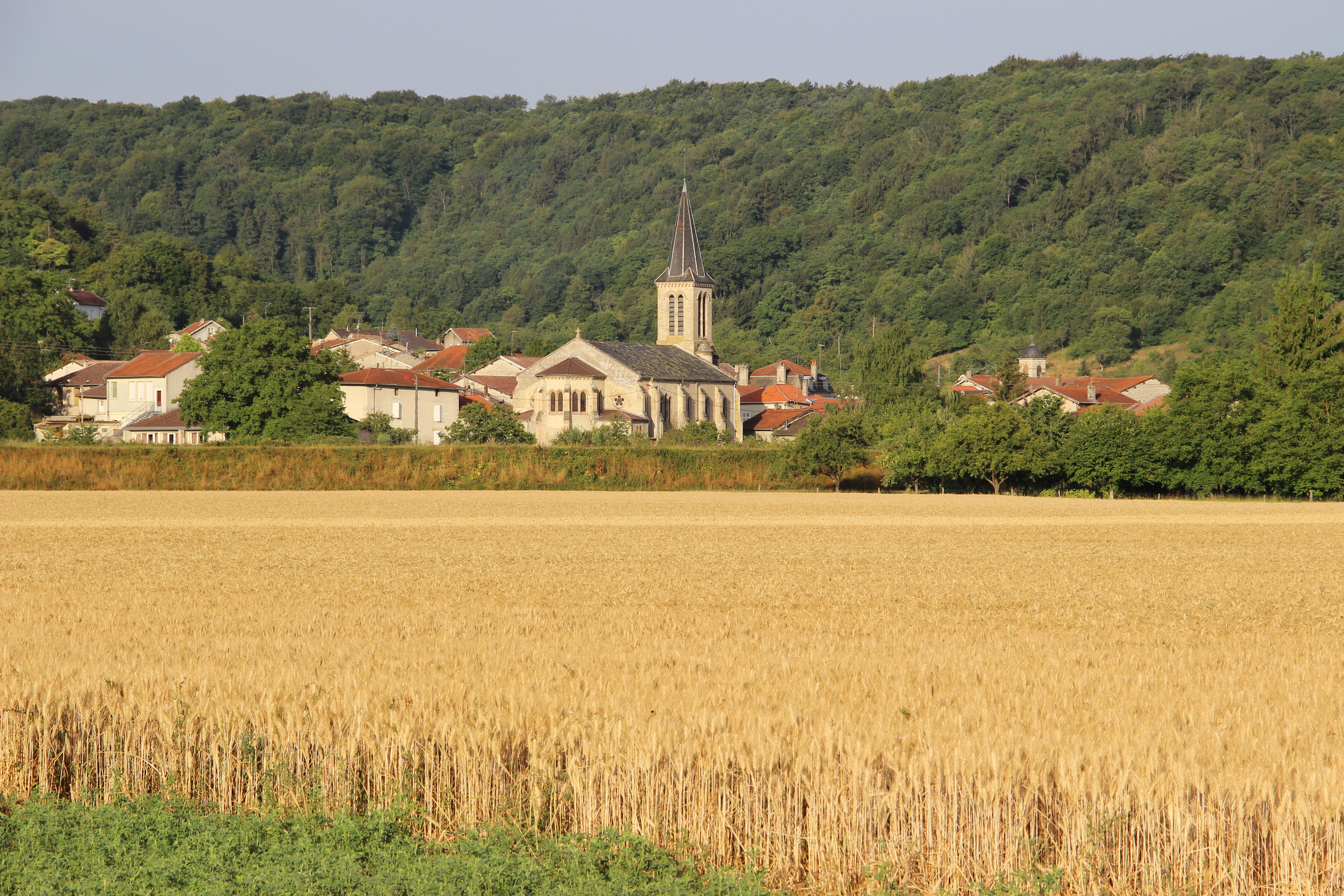
Vue du village.
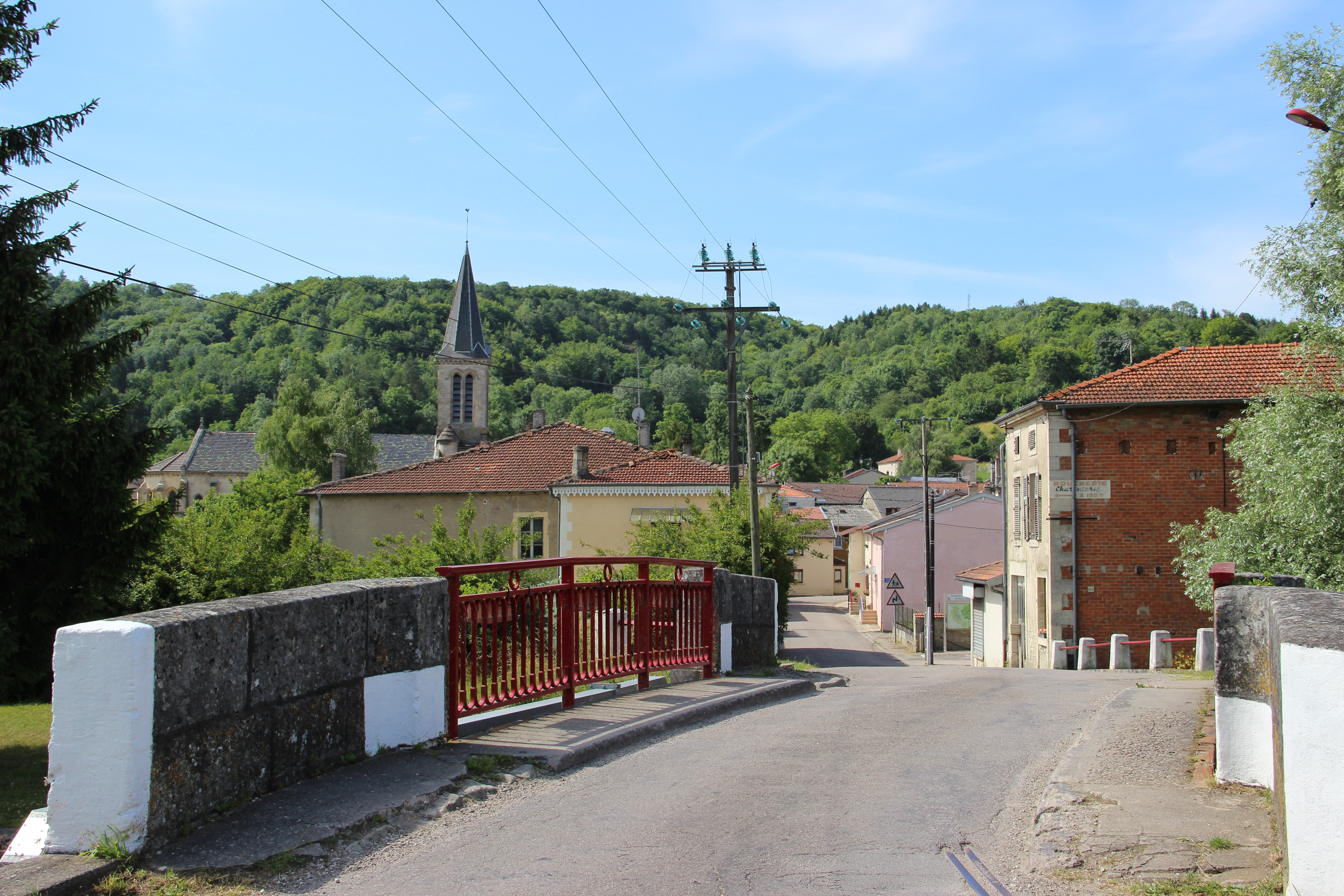
La D 169 et le pont du canal de la Marne au Rhin.

### Hydrographie
La commune est dans la région hydrographique « la Seine de sa source au confluent de l'Oise (exclu) » au sein du bassin Seine-Normandie. Elle est drainée par le canal de la Marne au Rhin, l'Ornain, le cours d'eau 01 de la Fosse Gaidot et divers autres petits cours d'eau,.
Le canal de la Marne au Rhin, long de 293 km et 178 écluses à l'origine, relie la Marne (à Vitry-le-François) au Rhin (à Strasbourg). Par le canal latéral de la Marne, il est connecté au réseau navigable de la Seine vers l'Île-de-France et la Normandie.
L'Ornain, d'une longueur de 116 km, prend sa source dans la commune de Grand et se jette  dans la Saulx à Étrepy, après avoir traversé 36 communes.

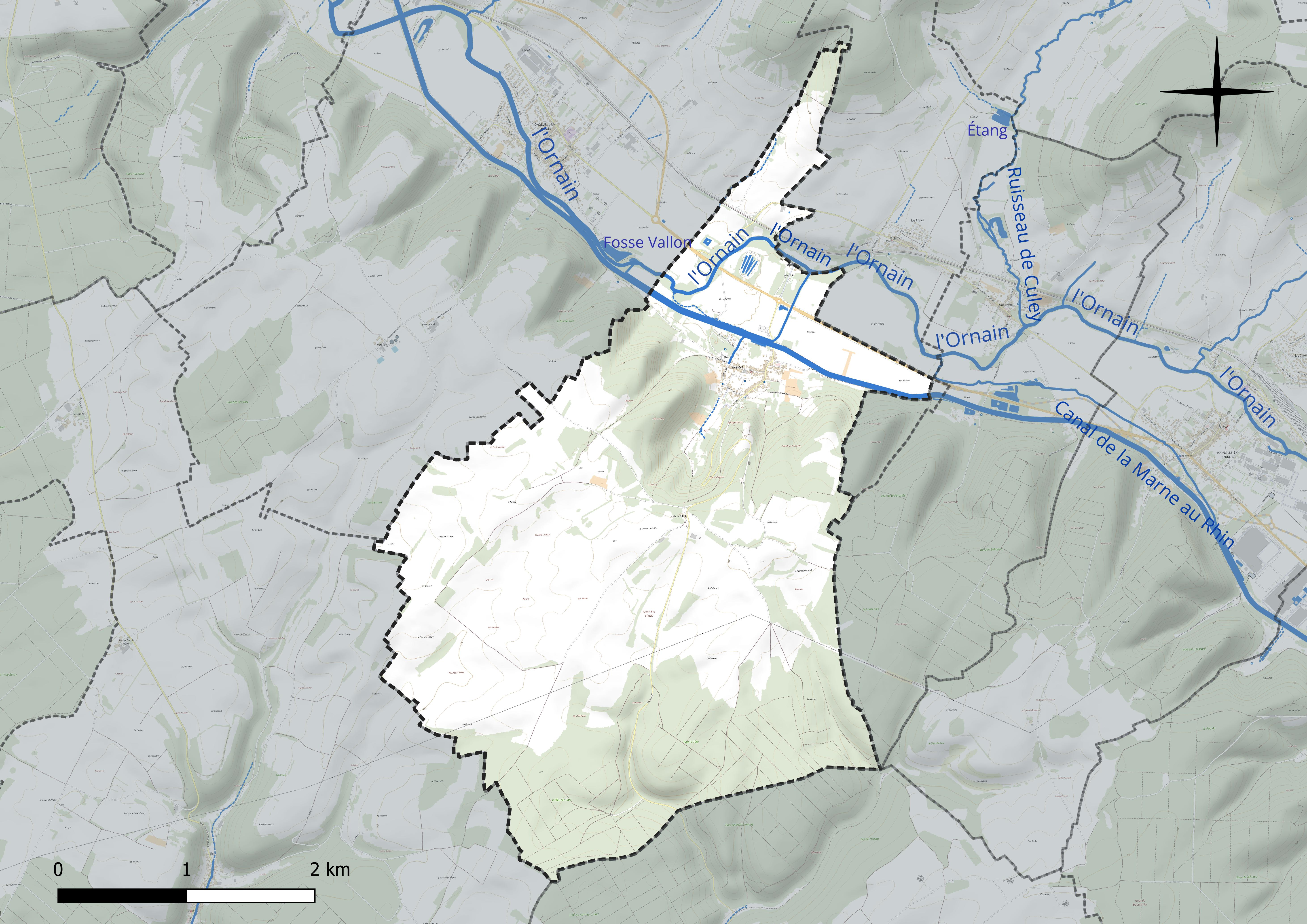
Réseau hydrographique de Tannois.

### Climat
Pour des articles plus généraux, voir Climat du Grand Est et Climat de la Meuse.
En 2010, le climat de la commune est de type climat de montagne, selon une étude du Centre national de la recherche scientifique s'appuyant sur une série de données couvrant la période 1971-2000. En 2020, Météo-France publie une typologie des climats de la France métropolitaine dans laquelle la commune est exposée à un climat océanique altéré et est dans la région climatique  Lorraine, plateau de Langres, Morvan, caractérisée par un hiver rude (1,5 °C), des vents modérés et des brouillards fréquents en automne et hiver.
Pour la période 1971-2000, la température annuelle moyenne est de 10,2 °C, avec une amplitude thermique annuelle de 15,7 °C. Le cumul annuel moyen de précipitations est de 1 014 mm, avec 14,1 jours de précipitations en janvier et 9,4 jours en juillet. Pour la période 1991-2020, la température moyenne annuelle observée sur la station météorologique de Météo-France la plus proche, « Behonne_sapc », sur la commune de Behonne à 8 km à vol d'oiseau, est de 11,0 °C et le cumul annuel moyen de précipitations est de 855,7 mm. 
La température maximale relevée sur cette station est de 40,4 °C, atteinte le 25 juillet 2019 ; la température minimale est de −16,4 °C, atteinte le 20 décembre 2009,,.
Les paramètres climatiques de la commune ont été estimés pour le milieu du siècle (2041-2070) selon différents scénarios d'émission de gaz à effet de serre à partir des nouvelles projections climatiques de référence DRIAS-2020. Ils sont consultables sur un site dédié publié par Météo-France en novembre 2022.

## Urbanisme

### Typologie
Au 1er janvier 2024, Tannois est catégorisée commune rurale à habitat dispersé, selon la nouvelle grille communale de densité à sept niveaux définie par l'Insee en 2022.
Elle est située hors unité urbaine. Par ailleurs la commune fait partie de l'aire d'attraction de Bar-le-Duc, dont elle est une commune de la couronne,. Cette aire, qui regroupe 86 communes, est catégorisée dans les aires de 50 000 à moins de 200 000 habitants,.

### Occupation des sols
L'occupation des sols de la commune, telle qu'elle ressort de la base de données européenne d’occupation biophysique des sols Corine Land Cover (CLC), est marquée par l'importance des territoires agricoles (60,6 % en 2018), en augmentation par rapport à 1990 (59,7 %). La répartition détaillée en 2018 est la suivante : 
terres arables (49 %), forêts (35,8 %), zones agricoles hétérogènes (6,2 %), prairies (5,5 %), zones urbanisées (2,2 %), milieux à végétation arbustive et/ou herbacée (1,4 %). L'évolution de l’occupation des sols de la commune et de ses infrastructures peut être observée sur les différentes représentations cartographiques du territoire : la carte de Cassini (XVIIIe siècle), la carte d'état-major (1820-1866) et les cartes ou photos aériennes de l'IGN pour la période actuelle (1950 à aujourd'hui).

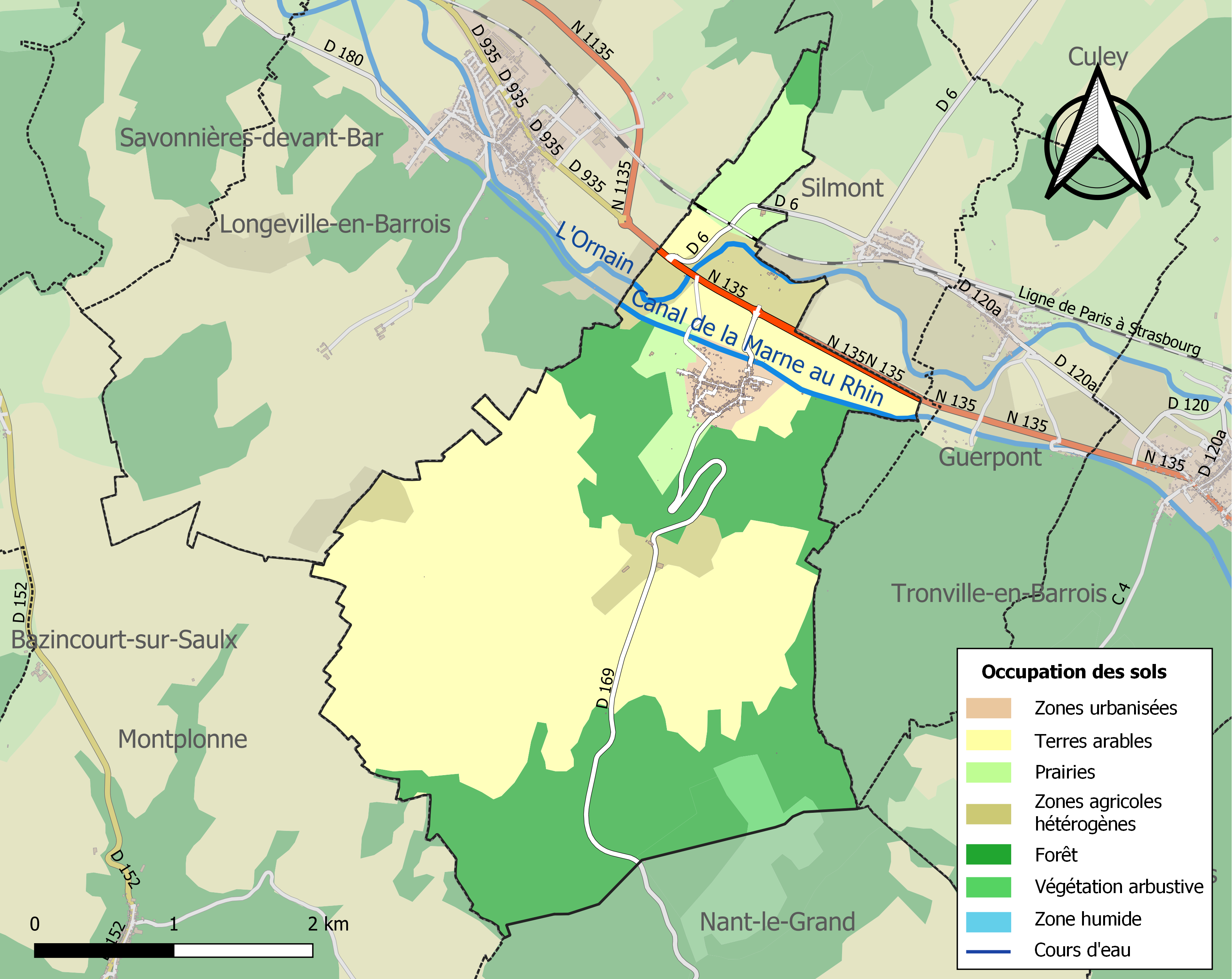
Carte des infrastructures et de l'occupation des sols de la commune en 2018 (CLC).

## Toponymie
Le nom de la localité est attesté sous les formes Tannacum en 992 ; Tennoi en 1321 ; Tennoy en 1380 ; Taneyum en 1402 ; Tannoy en 1579 ; Tanoy en 1700 ; Tannetum en 1711 ; Tannoi en 1749 ; Tanetum en 1756.
Il s'agit d'une formation toponymique gauloise (celtique) en -acum et / ou gallo-romane en -etum, ces deux suffixes ayant un sens localisant proche. La forme en -acum n'est pas nécessairement liée à la mauvaise latinisation d'un scribe, puisque ce suffixe est précisément associé à des noms d'essences végétales dans les langues celtiques, y compris le gaulois, langue dans laquelle par exemple *Sparnacum (*Sparnacon) « lieu planté d'épines » > Épernay est identique au breton Spernec (Groix, Sarzeau) et équivalent du type latin Spinetum > Épinay.
Le premier élément Tann- représente le gaulois tanno- qui signifie « chêne »,. Le gaulois tanno- signifierait plus spécifiquement « chêne vert », si c'est bien du quercus ilex dont il s'agit, le type Tanetum, *Taneta est répandu plus au nord que l'extension traditionnelle de cette essence. Il s'agit d'un parent du breton tannen « chêne », du cornique glastannen « chêne vert », plus lointainement du vieil irlandais tinne « houx ». Un rapprochement avec le vieux haut allemand tanna « sapin » > allemand Tanne, Tannenbaum fait difficulté sur le plan phonétique, car il n'y a pas de correspondance du t- celtique et du t- germanique . En revanche, les mots français tan et tanner ont certainement la même origine car la préparation du cuir s'effectue traditionnellement à l'aide d'une poudre d'écorce de chênes,.
Remarques : homonymie avec les différents Tannay (Ardennes); Tannay (Nièvre, Tanneio 1121-1142), etc. Theney (Eure, Taneth vers 1050). Tanis (Manche, Taneia) et Tennie (Sarthe, Tanida IXe siècle) semblent remonter à la forme féminine *Taneta ou Tanida (avec un suffixe -ida probablement gaulois).

## Population et société

### Démographie
L'évolution du nombre d'habitants est connue à travers les recensements de la population effectués dans la commune depuis 1793. Pour les communes de moins de 10 000 habitants, une enquête de recensement portant sur toute la population est réalisée tous les cinq ans, les populations de référence des années intermédiaires étant quant à elles estimées par interpolation ou extrapolation. Pour la commune, le premier recensement exhaustif entrant dans le cadre du nouveau dispositif a été réalisé en 2006.

En 2022, la commune comptait 389 habitants, en évolution de −2,02 % par rapport à 2016 (Meuse : −4,4 %, France hors Mayotte : +2,11 %).
| 1793 | 1800 | 1806 | 1821 | 1831 | 1836 | 1841 | 1846 | 1851 |
| ---- | ---- | ---- | ---- | ---- | ---- | ---- | ---- | ---- |
| 646  | 681  | 708  | 720  | 777  | 768  | 750  | 807  | 810  |

| 1856 | 1861 | 1866 | 1872 | 1876 | 1881 | 1886 | 1891 | 1896 |
| ---- | ---- | ---- | ---- | ---- | ---- | ---- | ---- | ---- |
| 711  | 658  | 642  | 573  | 567  | 565  | 557  | 521  | 489  |

| 1901 | 1906 | 1911 | 1921 | 1926 | 1931 | 1936 | 1946 | 1954 |
| ---- | ---- | ---- | ---- | ---- | ---- | ---- | ---- | ---- |
| 466  | 475  | 436  | 406  | 422  | 456  | 435  | 419  | 446  |

| 1962 | 1968 | 1975 | 1982 | 1990 | 1999 | 2006 | 2011 | 2016 |
| ---- | ---- | ---- | ---- | ---- | ---- | ---- | ---- | ---- |
| 519  | 482  | 455  | 409  | 424  | 424  | 401  | 393  | 397  |

| 2021 | 2022 | - | - | - | - | - | - | - |
| ---- | ---- | - | - | - | - | - | - | - |
| 397  | 389  | - | - | - | - | - | - | - |

## Culture locale et patrimoine

### Lieux et monuments
- Église Saint-Martin de Tannois.
- Château de Tannois.
- Belvédère.
- Monument aux morts situé dans le cimetière. Il inclut la statue du Poilu mourant, réalisée par Jules Déchin.
- Canal de la Marne au Rhin et son écluse.
- Menhir de la chèvre  Inscrit MH (2000)[28].
- Menhir de la queue  Inscrit MH (2000)[29].

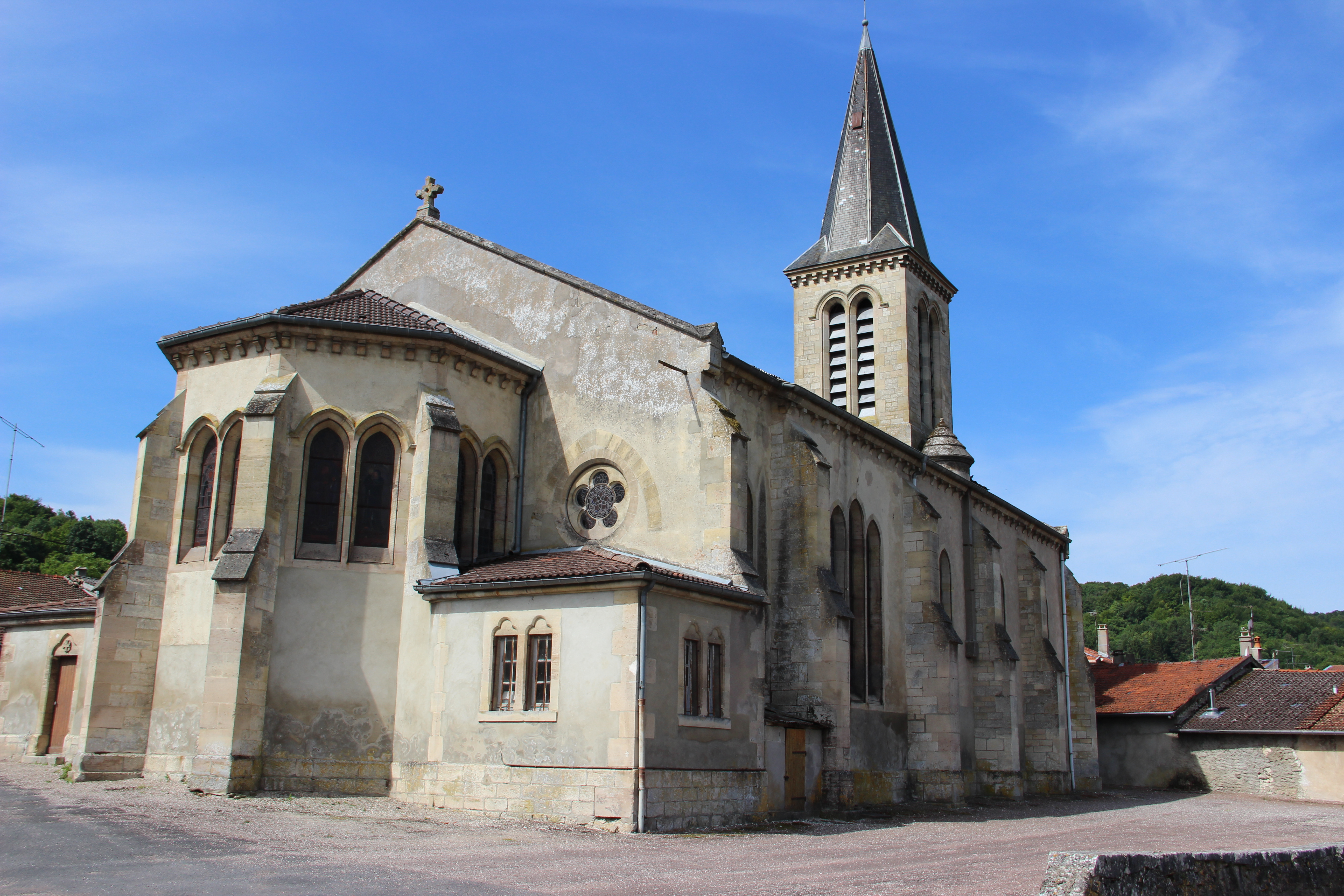
L'église Saint-Martin.
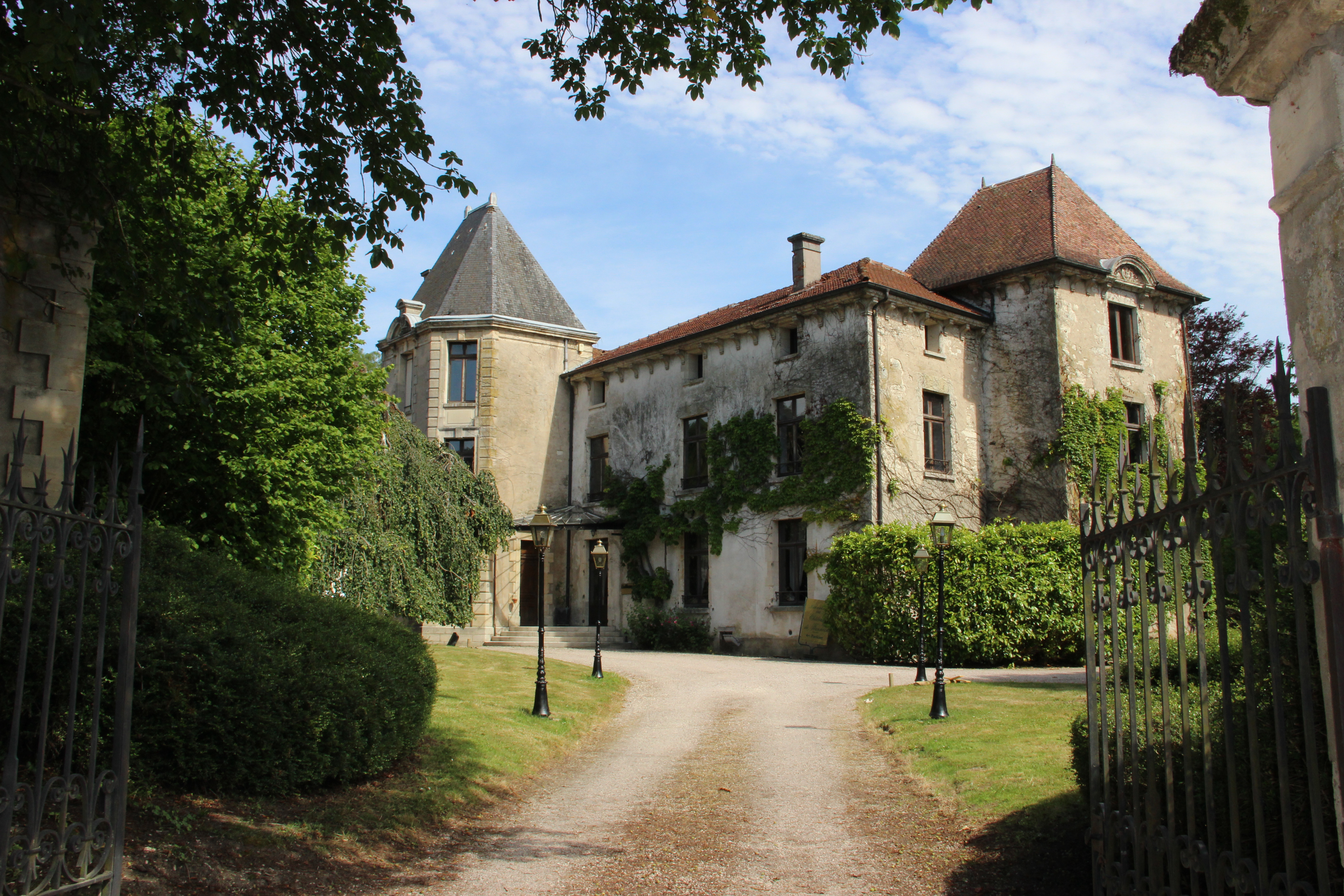
Le château de Tannois.
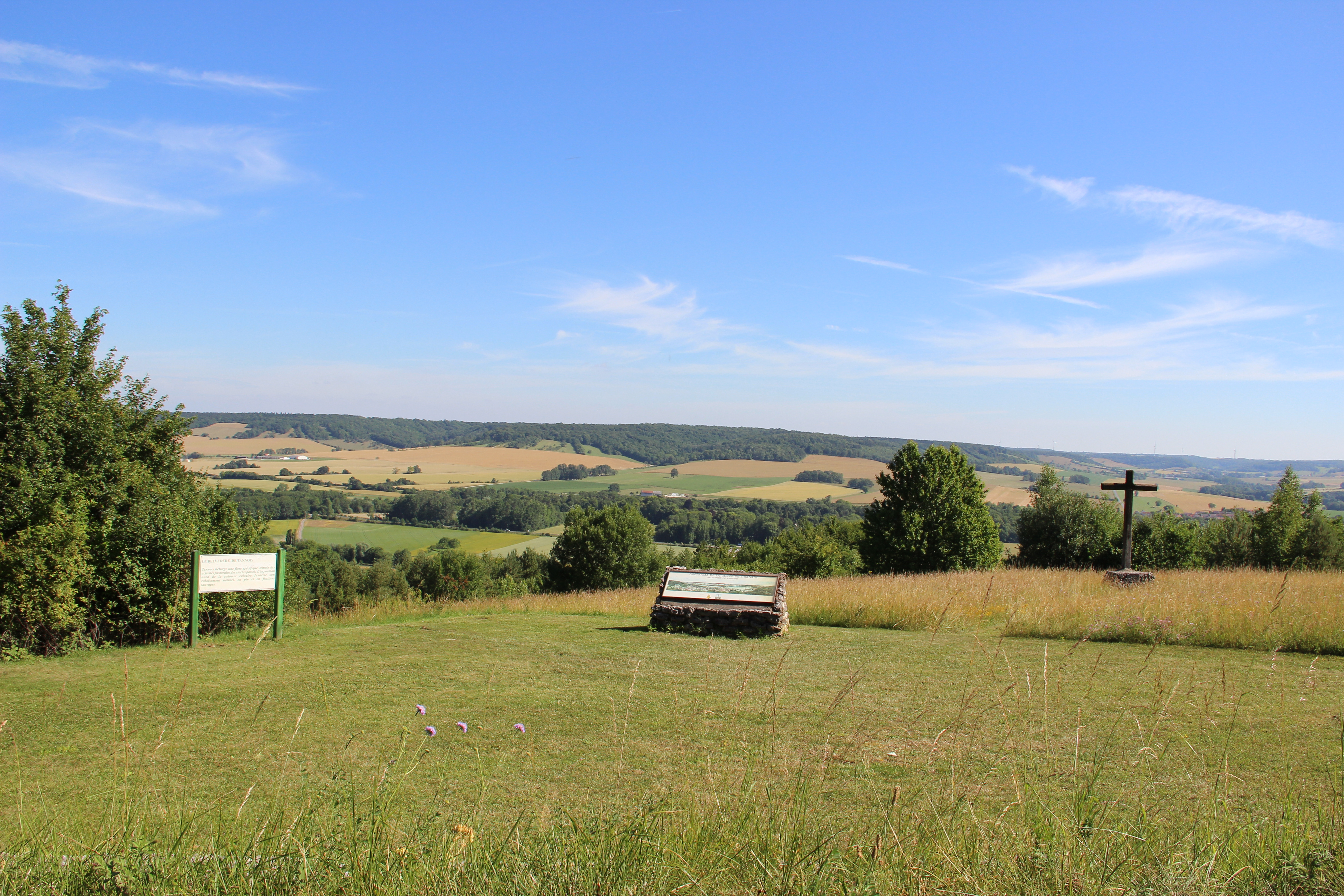
Le belvedère de Tannois.
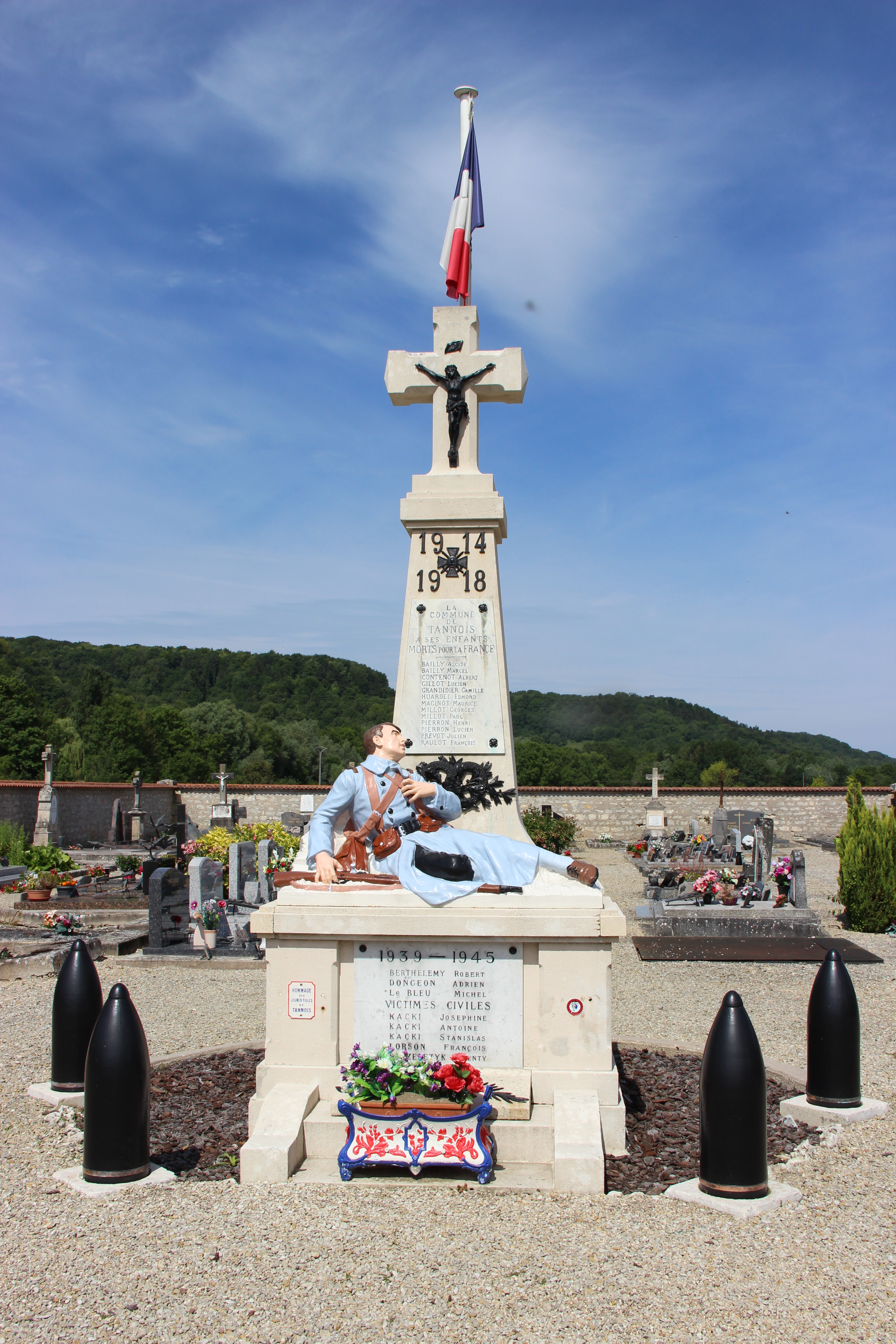
Le monument aux morts dans le cimetière communal.
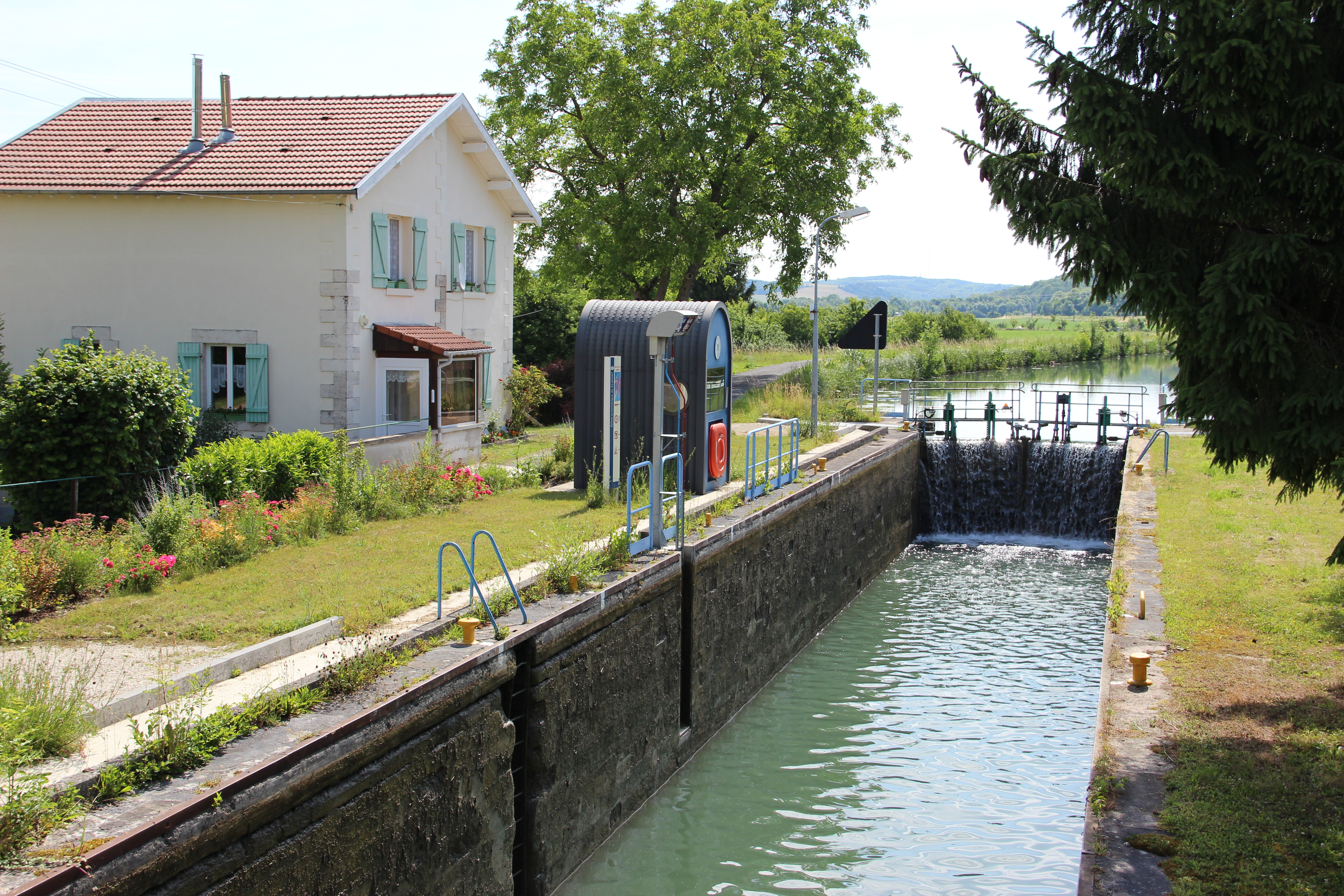
Canal de la Marne au Rhin, écluse.

### Personnalités liées à la commune
- Charles Varinot (1833-1891), entrepreneur de travaux publics, constructeur et exploitant de la compagnie de chemin de fer appelée le Varinot ou le Meusien.

### Héraldique
| Blason de Tannois | Blason  | D'azur au rameau de chêne à trois feuilles appointées d'or et à trois glands appointés d'argent, chapé de gueules chargé à dextre d'un colombier d'argent ouvert et ajouré du champ et à sénestre d'une croix potencée du même. |
| Blason de Tannois | Détails | Blason composé par R.A. Louis avec la Commission Héraldique de l'UCGL et mis à disposition de la commune en 2010. |